# 16702 Buxner
16702 Buxner este o planetă minoră (asteroid), cu un diametru de 5,023 km, din centura de asteroizi. A fost descoperită pe 24 februarie 1995 la Observatorul Național Kitt Peak de Spacewatch. 
Obiectul prezintă o orbită caracterizată de o semiaxă mare de 2,4028824 UAi, o excentricitate de 0,13, o înclinație de 2,61828 ° în raport cu ecliptica.